# Kyselina chlorogenová
Kyselina chlorogenová (CGA nebo 3-CQA) je ester kyseliny kávové a (−)-chinové, který slouží jako meziprodukt v biosyntéze ligninu.
Název pochází z řeckého χλωρός (světle zelená) a -γένος (přípona s významem „tvořící“), což odkazuje na zelenou barvu, která vzniká při oxidaci této kyseliny.

## Vlastnosti
Kyselina chlorogenová je ester tvořený kyselinou kávovou a kyselinou (−)-chinovou navázanou přes 3-hydroxyl. K jejím izomerům patří mimo jiné kyselina 4-O-kafeoylchinová (kyselina kryptochlorogenová, 4-CQA) a kyselina 5-O-kafeoylchinová. Epimer na pozici 1 dosud nebyl popsán.
Molekuly s více než jednou skupinou kyseliny kávové se označují jako isochlorogenové kyseliny, dají se najít v kávě. Existují v několika isomerech jako jsou kyselina 3,4-dikafeoylchinová, kyselina 3,5-dikafeoylchinová a cynarin (kyselina 1,5-dikafeoylchinová).

## Výskyt
Kyselina chlorogenová se přirozeně vyskytuje v bambusu Phyllostachys edulis i v mnoha dalších rostlinách.
Tuto kyselinu lze nalézt ve výhoncích vřesu obecného (Calluna vulgaris).

### V potravinách
Kyselina chlorogenová, kryptochlorogenová a neochlorogenová se vyskytují v listech ibišku Hibiscus sabdariffa.
Izomery kyseliny chlorogenové se nacházejí v bramborách. Samotná kyselina je přítomna v dužině lilku a broskví.

## Výzkum
Požívána jako doplněk stravy nebo v kávě způsobuje kyselina chlorogenová mírné snížení krevního tlaku. Stále jsou zkoumány její možné protizánětlivé účinky.
Tato kyselina byla zkoumána jako možný senzibilizátor, který se podílí na alergiích na některé rostlinné materiály.